# Edinost
Edinost (lett. "Unità") è una pubblicazione slovena fondata a Trieste nel 1876 col nome completo Edinost. Glasilo slovenskega političnega društva tržaške okolice (trad. L'Unità. La voce dell'associazione politica slovena del circondario di Trieste) e che fu chiusa con ordinanza prefettizia fascista nel 1928. Ivan Dolinar fu proprietario, editore del Consorzio del giornale Edinost e poi redattore del giornale stesso dal n. 1 del 1880.

## Storia

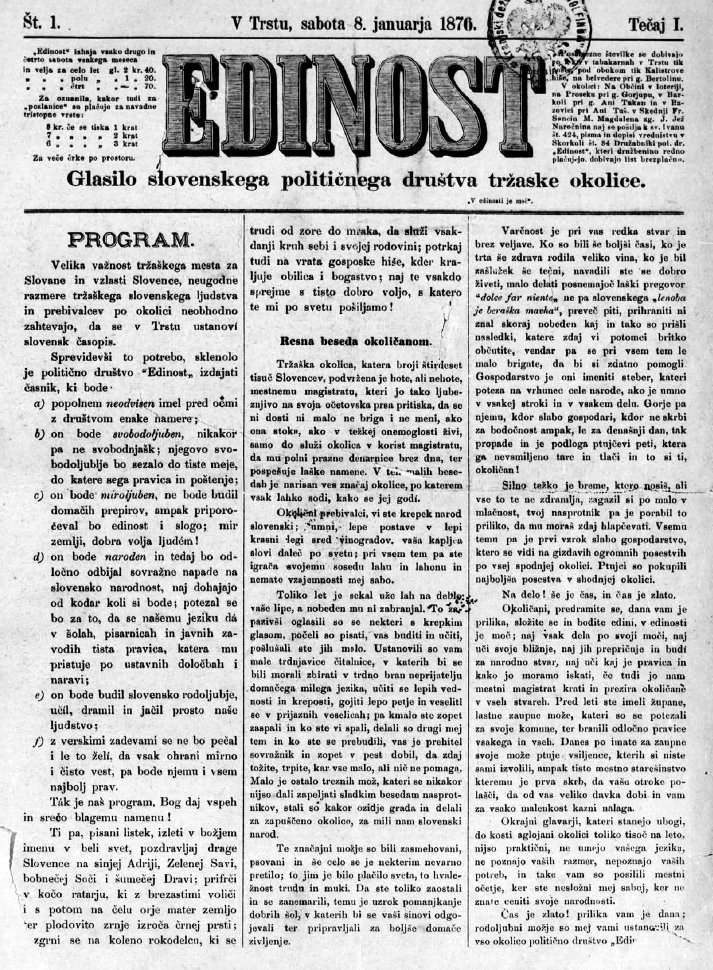
La prima pagina del primo numero dellEdinost.

Edinost iniziò come quattordicinale, nel 1880 divenne settimanale, nella seconda metà del 1882 bisettimanale e dall'inizio del 1894 uscì tre volte la settimana in edizione mattutina e serale. Nell'aprile 1898 diventò quotidiano con due edizioni giornaliere, l'edizione serale era il Novičar ("Cronista"). Per tutto il 1914 e per parte del 1915 l'edizione serale si chiamò Večerna Edinost ("Unità della Sera"). Il primo editore fu Ivan Dolinar. Engelbert Besednjak ne diventò direttore nel 1919 vi collaborò anche Damir Feigel. Iniziò con 700 copie e raggiunse un massimo di 12 000 copie vendute. Fu il testimone quotidiano della presenza slovena a Trieste e nelle altre località del Litorale. Venne pubblicato anche il giornale umoristico Juri s pušo che faceva riferimento agli ambienti dell'Edinost. I numeri pubblicati vanno dal 9. 4. 1884 al 29. 5. 1886 e dopo la morte di Ivan Dolinar dal luglio 1886 al 26. 3. 1887. Il sottotitolo recitava: «un tedioso giornale per coloro che non appartengono al popolo italiano, quello tedesco e ungherese, ma si occupa per la snazionalizzazione e per altre persone goffe». Tramite l'Edinost si affermarono nuove tendenze nella cultura slovena, fu voce del primo movimento antifascista in Europa, dal primo giorno del regime al 4 settembre 1928, data della sua chiusura per ordine delle autorità fasciste. Si ispirò ai principi di indipendenza, di libertà e di pace, prendendo a cuore gli interessi della comunità slovena e dichiarando di non occuparsi di questioni religiose. Nel corso dei decenni a Trieste infatti non si sono scatenate, fra gli sloveni, le grandi contrapposizioni di carattere liberal-clericale come altrove. Il primo numero del Primorski dnevnik uscito il 13 maggio 1945 affonderà le sue radici nell'Edinost.
Nelle polemiche sul nazionalismo di matrice slava, viene spesso citato in numero del 7 gennaio 1911, in cui Edinost viene accusato di aver affermato "Non abbandoneremo la nostra lotta fino a quando non avremo sotto i piedi, ridotta in polvere, l’italianità di Trieste". Tale frase non c'è nel testo, ma ci sono alcuni inserti che si riferiscono a due elementi: il primo è relativo al censimento del  1910 che sottostimava il numero di sloveni in città e di cui si stava effettuando una revisione; il secondo elemento riguarda il programma politico di quella parte della comunità slovena che avrebbe voluto creare, con un regno slavo, una "terza gamba" alla monarchia austro-ungarica, regno con a capo Trieste.  La traduzione italiana delle frasi del numero menzionato possono essere tradotte "Finora è stata, la nostra lotta, lotta per l'uguaglianza. Domani annunciamo agli italiani che la nostra futura lotta sarà una lotta per il dominio. Noi SLOVENI, SLAVI, non ci arrenderemo fino a quando non governeremo Trieste!" e "Negli ultimi sospiri, l'italiano di Trieste festeggia in questi giorni la sua orgia pre-morte. Per il domani, gli Slavi di Trieste dicono a questo condannato a morte di pregare il 'Confiteor'", frase quest'ultima che suona certo come previsione di un ineluttabile futuro slavo di Trieste. 
Nel numero successivo, dell'8 gennaio 1911, queste frasi venivano sconfessate con il comunicato: "Nell'edizione di ieri è stata inserita una specie di dichiarazione di guerra senza firma, contraria al nostro programma che si basa sull'uguaglianza nazionale. Il sottoscritto comitato dichiara che non e' d'accordo con la tendenza di questa dichiarazione. Nota della redazione: Come spiegazione aggiungiamo che questa notizia non proviene dalla redazione, bensi' qualcuno l'ha portato in tipografia durante la notte ed i tipografi l'hanno aggiunta bona fide (in buona fede)". Questo è confermato anche dal programma, pubblicato nel primo numero dell'8 gennaio 1876.

## Lo sviluppo dell'immagine salesiana tra gli sloveni dal 1868
Si è accennato che a Trieste infatti non vi furono, fra gli sloveni, grandi contrapposizioni di carattere liberal-clericale come altrove anzi nonostante il sistema scolastico seguisse l'ordinamento stabilito dalla legge del 14 maggio 1869 si riuscì a fondare, in alcuni casi anche con l'aiuto della Chiesa, alcune scuole di lingua slovena e a promuovere iniziative per giovani in difficoltà con l'ambiente sociale.
- http://sdl.sdb.org/gsdl/collect/salesian/index/assoc/HASH0122.dir/doc.pdf[collegamento interrotto]

## I redattori responsabili
- Ivan Dolinar
- France Cegnar- 8/12/1826 Sv. Duh, Škofja Loka, † 14/2/1892 Trieste.
- Viktor Dolenc
- Lawrence Svab
- August Kermavner
- Max Cotic
- Engelbert Besednjak
- Filip Peric- 1886 Sela,† 1955 Trieste.

## Sedi dell'Edinost, dalla fondazione alla soppressione
Fonte: Milan Pahor, storico
- Dal 1876-1880 venne stampato nella tipografia del Lloyd Austriaco.
- Dal giugno 1880 al 1884 in una nuova tipografia, diretta da Franc Hvala che pubblicò nel 1882 il libro di Matija Sila: "Trst in okolica" (Trieste e il Circondario).Foto Archiviato il 7 marzo 2016 in Internet Archive.
- Dal 1884 in quella che fu la prima azienda tipografica slovena di Trieste fondata da Viktor Dolenc che entrato nella redazione del giornale fu subito consapevole di quanto fosse importante avere una propria tipografia per garantirsi l'indipendenza in campo editoriale presso la quale il giornale Edinost continuò ad essere stampato anche dopo la morte del suo fondatore e proprietario, fino al 1898.
- Dal 2 aprile 1898 presso la cooperativa tipografica Tiskarna Edinost fondata dal circolo Edinost. La sede si trovava in via Torrebianca.
- Dal 1904 al 1914 invece nel Narodni dom, con l'entrata in via Galatti.
- Dall 1914 la tipografia si trasferì in un proprio edificio, in via S. Francesco 20, dove operò fino al 1928 quando fu soppressa con la forza dal regime fascista.

## Edinost negli U.S.A
Dal 1914 al 1924 fu pubblicato un foglio chiamato Edinost a Chicago contea di Cook Illinois (4 uscite settimanali dal 4 gennaio 1914 al 6 giugno 1924).
- - Slavi negli U.S.A, su newadvent.org.
- Testo del 1912 sugli sloveni in Illinois, su feefhs.org.
- Sloveni a Cleveland, su clevelandseniors.com. URL consultato l'8 gennaio 2010 (archiviato dall'url originale il 31 gennaio 2010).
- Cleveland's history:Slovenians, su ech.cwru.edu.
- Slovene Americans

## Edinost in Canada
Gli sloveno-canadesi non erano grandi lettori né di libri, né di giornali a differenza dei loro connazionali in patria, che sono tra i leader mondiali nei libri letti pro capite. Tuttavia, ci sono stati numerosi periodici sloveni pubblicati in Canada a partire dal 1945.
Il primo periodico sloveno-canadese fu l'Edinost (l'Unità, Toronto, 1942-48), pubblicato dalla Canadian-Yugoslav Federation, che ha sostenuto le forze di liberazione di Tito in Jugoslavia. Al suo apice, è stato un settimanale con circa 1.200 iscritti.

## Slovenka

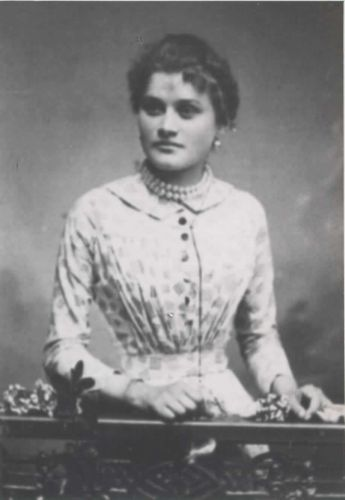
Marica Nadlišek-Bartol

Primo giornale delle donne slovene pubblicato la prima volta come supplemento dell'Edinost nel 1897 prima redattrice Marica Nadlisek poi Ivanka Klemelic. Nel 1899 la scrittrice Elvira Dolinar fondava la prima organizzazione di donne slovene.
- The History of Social Work in Slovenia - di Daja Zaversek e Vesna Leskosek Università di Lubiana Facoltà di Scienze Sociali.
- PROGRESSIVE SLOVENE WOMEN OF AMERICA (Progresivne Slovenke Amerike), su ech.cwru.edu.

Bibliografia:
- Miscellanea Di Università degli studi di Trieste. Facoltà di magistero 1987 pag.142

## Il ritorno a Trieste
L'11 Marzo 2017, l'artista Alessio Mazzaro grazie all'aiuto dell'editore Alexandros Delithanassis, ha riaperto a Trieste l'Edinost come opera d'arte pubblica e con l'idea di “creare uno spazio di dialogo tra le diverse comunità della città: croata, ebraica, greca, italiana, serba e slovena". Il giornale pubblicato per un totale di sei numeri bimesili, ha ripreso font, formato e impaginazione del foglio originale. La sua scrittura collettiva è stata diretta da Mazzaro e affidata, di volta in volta, ad un membro di una delle comunità. Suoi principali contributori sono stati Marko Kravos, Antonio Sofianopulo, Mauro Tabor, Pierluigi Sabatti, Vesna Piasevoli e Bojan Mitrovic.
Come ha dichiarato l'artista «La scelta è caduta sull’Edinost per il suo legame con il Narodni Dom: l’incendio del 1920, che suggellò la nascita del fascismo di confine, ha uno stretto legame con quanto sta accadendo oggi con i profughi e i problemi di confini».  Nel primo numero, "Il capitolo Sloveno", tutte le comunità hanno risposto alla stessa domanda: "E se oggi riaprisse a Trieste l'Hotel Balkan? Una casa del popolo che accoglie chi attraversa i Balcani e contiene un hotel, un teatro, una banca, una palestra, una stamperia, due caffè, due ristoranti, un albergo e degli appartamenti?".